# Friedrich Goltz (Mediziner)

Friedrich Goltz (um 1870)

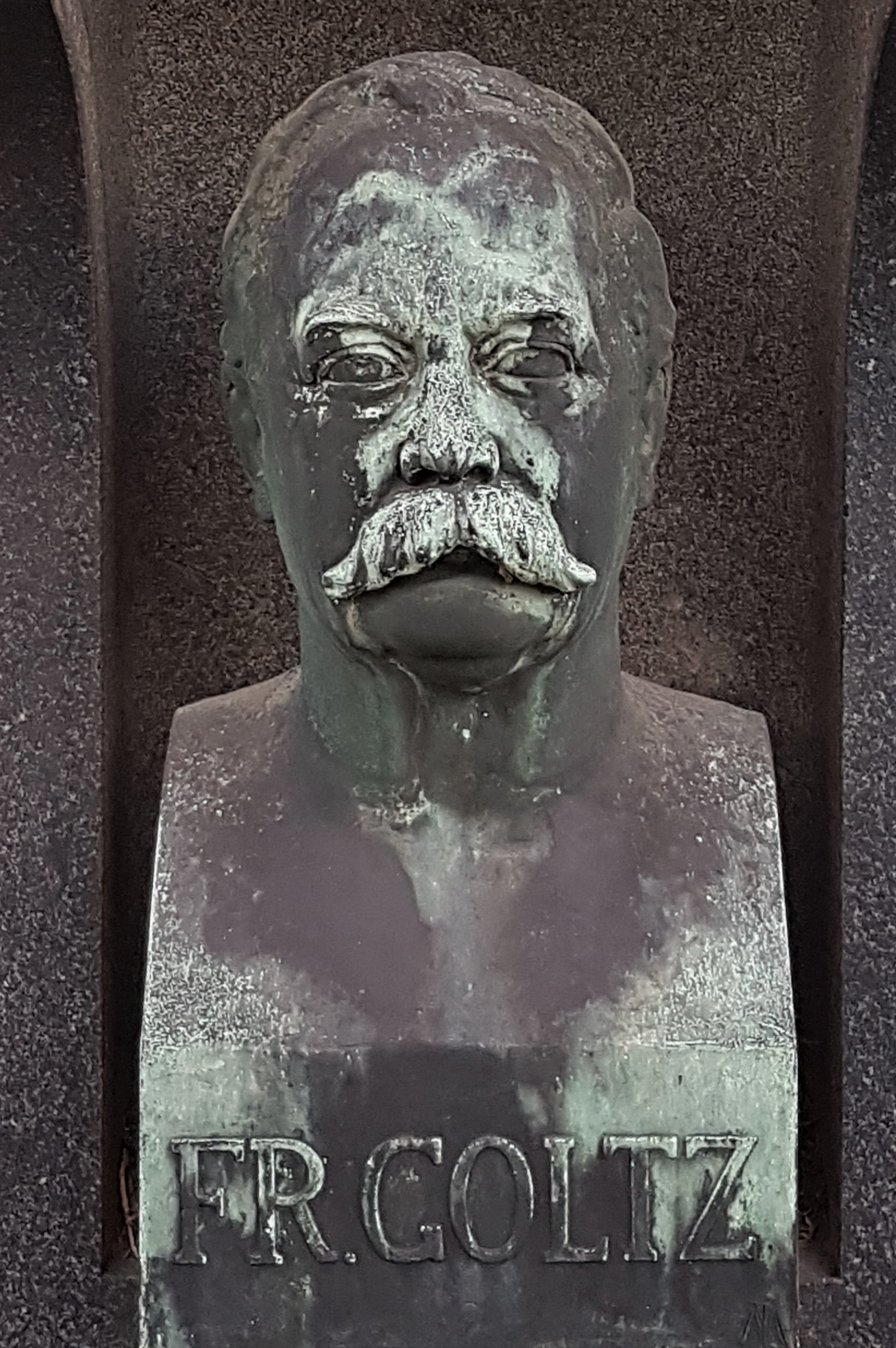
Büste auf Goltz’ Grabmal

Friedrich Leopold Goltz (* 14. August 1834 in Posen; † 5. Mai 1902 in Straßburg) war ein deutscher Physiologe und Neffe des Schriftstellers Bogumil Goltz.

## Leben
Goltz studierte von 1853 bis 1857 an der Königsberger Albertus-Universität Medizin. Im Wintersemester 1855/56 wurde er dort Mitglied der Burschenschaft Germania. 1858 wurde er mit seiner Dissertation De spatii sensu cutis promoviert.
Nach Abschluss seines Studiums blieb er an der Albertina und wurde dort 1861 zunächst Prosektor, 1862 Privatdozent und 1865 Professor. Ab 1870 war er Professor für Physiologie in Halle, ab 1872 in Straßburg. 1874 wurde er zum Mitglied der Leopoldina gewählt. 1888 wurde er Rektor der Straßburger Universität.
Friedrich Goltz arbeitete über Herzfunktion, Tastsinn und namentlich über die Neurophysiologie und Reflexerscheinungen. Er führte als erster eine Hemisphärektomie an einem Hund durch.
1901 ging er in den Ruhestand und starb im Mai 1902 in Straßburg. Seine letzte Ruhestätte fand er auf dem dortigen St.-Urbans-Friedhof (Sektion 4-20-24 und 25).

## Werke
- Beiträge zur Lehre von den Functionen der Nervencentren des Frosches. Hirschwald, Berlin 1869. (Digitalisat)
- Ueber die physiologische Bedeutung der Bogengänge des Ohrlabyrinths. 1870. (Digitalisat)
- Ueber die Verrichtungen des Großhirns. Strauss, Bonn 1881. (Digitalisat)
- Wider die Humanaster. Rechtfertigung eines Vivisektors. Trübner, Straßburg 1883. (Digitalisat)